# Горная инженерно-сапёрная бригада
Горная инженерно-сапёрная бригада РВГК —  в Красной Армии форма организации инженерных войск Резерва Верховного Главнокомандования во время Великой Отечественной войны. В военной литературе и боевых документах для обозначения бригады применяется сокращение «гисбр».
Первые горные инженерно-сапёрные бригады имели в своём составе:
- управление бригады — 38 человек (штат № 012/98);
- рота управления — 78 человек (штат № 012/96);
- 4 горных инженерно-сапёрных батальона по 333 человека (штат № 012/97);

Общая численность бригады составляла 1448 человек.
В мае 1944 года бригады перешли на новый штат:
- управление бригады — 38 человек (штат № 012/201);
- рота управления — 89 человек (штат № 012/202);
- моторизованная инженерно-разведывательная рота численностью 89 человек (штат № 012/203),
- 4 горных инженерно-сапёрных батальона по 329 человек (штат № 012/204);
- медико-санитарный взвод — 16 человек (штат № 012/152).

Общая численность бригады увеличилась до 1548 человек.
Всего во время войны было сформировано 3 горных инженерно-сапёрных бригады:
| Полное почётное наименование в конце войны                                       | Дата формирования                                                           | После войны                                                          |
| -------------------------------------------------------------------------------- | --------------------------------------------------------------------------- | -------------------------------------------------------------------- |
| 4-я горная инженерно-сапёрная Карпатская Краснознамённая ордена Кутузова бригада | 5 июня 1943 года путём переформирования 4-й горной минно-инженерной бригады | В ноябре 1945 года переформирована в 85-ю инженерно-сапёрную бригаду |
| 5-я горная инженерно-сапёрная Днестровская ордена Кутузова бригада               | 20 сентября 1944 года путём переформирования 5-й инженерно-сапёрной бригады | Расформирована в ноябре 1945 года                                    |
| 6-я горная инженерно-сапёрная Карпатская ордена Богдана Хмельницкого бригада     | 17 мая 1944 года                                                            | В октябре 1945 года переформирована в 5-ю инженерно-сапёрную бригаду |

## Источник
Г. В. Малиновский. Бригады инженерных войск Красной Армии 1941—1945 гг. / Под общей редакцией Н. И. Сердцева. — М.: Издательство Патриот, 2005. — 296 с. — ISBN 5-7030-0924-3.